# Associazione Calcio Torino 1948-1949
Questa voce raccoglie le informazioni riguardanti l'Associazione Calcio Torino nelle competizioni ufficiali della stagione 1948-1949.

## Eventi
La stagione è diventata tristemente nota per l'incidente aereo ora chiamato Tragedia di Superga, avvenuto il 4 maggio 1949. Dopo 4 scudetti consecutivi i granata si apprestavano a vincere il quinto tricolore. A 4 gare dalla fine il Grande Torino si recò a Lisbona, per disputare un incontro amichevole con il Benfica per festeggiare l'addio al calcio del capitano della squadra lusitana Francisco Ferreira. Partita che il Toro perse per 4-3. Il Torino fu proclamato vincitore del campionato e gli avversari di turno, così come lo stesso Torino, schierarono formazioni giovanili nelle restanti quattro partite che vennero tutte vinte dal Torino.

### La tragedia di Superga
L'aereo che stava riportando a casa la squadra si schiantò sul muraglione posteriore dalla Basilica di Superga. Nell'incidente perirono anche i dirigenti della squadra e gli accompagnatori, l'equipaggio e tre dei migliori giornalisti sportivi italiani: Renato Casalbore (fondatore di Tuttosport); Renato Tosatti (della Gazzetta del Popolo, padre di Giorgio Tosatti) e Luigi Cavallero (La Stampa). Il triste compito di identificare le salme fu chiesto all'ex Commissario Tecnico della Nazionale Vittorio Pozzo, che aveva trapiantato quasi tutto il Torino in Nazionale. Lo spezzino Sauro Tomà, infortunato al menisco, non prese parte alla trasferta portoghese. Non presero quel volo neanche il portiere di riserva Renato Gandolfi (gli fu preferito il terzo portiere Dino Ballarin, fratello del terzino Aldo, che intercesse per lui), il radiocronista Nicolò Carosio (bloccato dalla cresima del figlio) e l'ex C.T. della Nazionale nonché giornalista Vittorio Pozzo (il Torino preferì assegnare il posto a Cavallero).

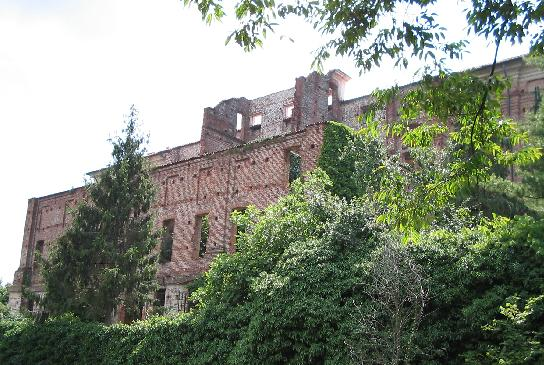
Il muraglione posteriore dalla basilica di Superga colpito dall'aereo

L'impatto che la tragedia ebbe in Italia fu fortissimo. Il giorno dei funerali quasi un milione di persone scese in piazza a Torino per dare l'ultimo saluto ai campioni. Lo shock fu tale che l'anno seguente la nazionale si recò ai mondiali in Brasile viaggiando in nave.

### Le vittime
Giocatori
- Valerio Bacigalupo
- Aldo Ballarin
- Dino Ballarin
- Émile Bongiorni
- Eusebio Castigliano
- Rubens Fadini
- Guglielmo Gabetto
- Ruggero Grava
- Giuseppe Grezar
- Ezio Loik
- Virgilio Maroso
- Danilo Martelli
- Valentino Mazzola
- Romeo Menti
- Piero Operto
- Franco Ossola
- Mario Rigamonti
- Július Schubert

Dirigenti
- Arnaldo Agnisetta
- Ippolito Civalleri

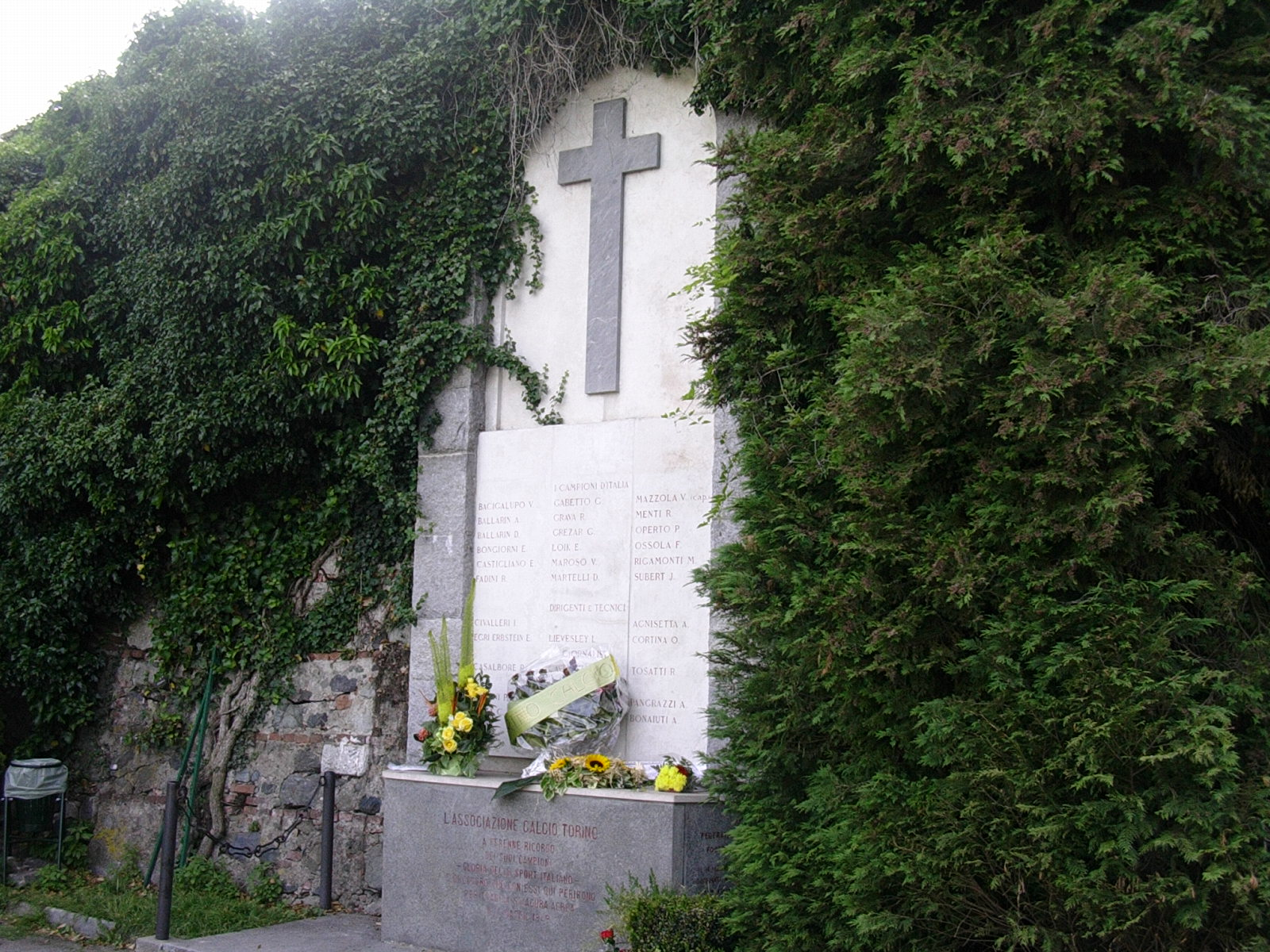
La lapide commemorativa

- Andrea Bonaiuti (organizzatore delle trasferte della squadra granata)

Allenatori
- Egri Erbstein
- Leslie Lievesley
- Osvaldo Cortina (massaggiatore)

Giornalisti
- Renato Casalbore
- Renato Tosatti
- Luigi Cavallero

Equipaggio
- Pierluigi Meroni
- Celeste D'Inca
- Cesare Bianciardi
- Antonio Pangrazzi

## Società
- Presidente:
  - Ferruccio Novo
- Dirigenti:
  - Arnaldo Agnisetta
(fino al 04/05/1949)
  - Andrea Bonaiuti (responsabile trasferte)
(fino al 04/05/1949)
  - Ippolito Civalleri
(fino al 04/05/1949)
  - Carlo Rocca
- Segretario:
  - Igino Giusti
- Medico sociale:
  - Dott. Micheli

- Massaggiatore:
  - Ottavio Cortina
(fino al 04/05/1949)
- Direttore Tecnico:
  - Ernest Egri Erbstein
(fino al 04/05/1949)
  - Roberto Copernico
- Allenatore:
  - Leslie Lievesley
(fino al 04/05/1949)
  - Oberdan Ussello
- Magazziniere:
  - Gildo Zoso

## Rosa

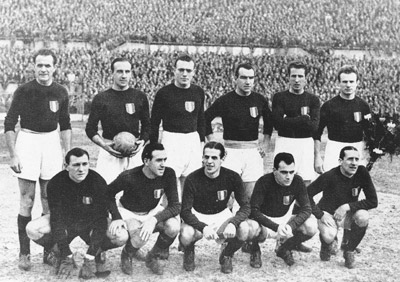
La squadra del Torino, stagione 1948-1949.

| N. |                   | Ruolo | Calciatore          |
| -- | ----------------- | ----- | ------------------- |
|    | Italia (bandiera) | P     | Valerio Bacigalupo  |
|    | Italia (bandiera) | P     | Dino Ballarin       |
|    | Italia (bandiera) | P     | Renato Gandolfi     |
|    | Italia (bandiera) | D     | Aldo Ballarin       |
|    | Italia (bandiera) | D     | Virgilio Maroso     |
|    | Italia (bandiera) | D     | Piero Operto        |
|    | Italia (bandiera) | D     | Mario Rigamonti     |
|    | Italia (bandiera) | D     | Sauro Tomà          |
|    | Italia (bandiera) | C     | Eusebio Castigliano |
|    | Italia (bandiera) | C     | Rubens Fadini       |
|    | Italia (bandiera) | C     | Luigi Giuliano      |

| N. |                      | Ruolo | Calciatore                   |
| -- | -------------------- | ----- | ---------------------------- |
|    | Italia (bandiera)    | C     | Giuseppe Grezar              |
|    | Italia (bandiera)    | C     | Ezio Loik                    |
|    | Italia (bandiera)    | C     | Danilo Martelli              |
|    | Rep. Ceca (bandiera) | C     | Július Schubert              |
|    | Italia (bandiera)    | A     | Alfio Balbiano               |
|    | Francia (bandiera)   | A     | Émile Bongiorni              |
|    | Italia (bandiera)    | A     | Guglielmo Gabetto            |
|    | Francia (bandiera)   | A     | Ruggero Grava                |
|    | Italia (bandiera)    | A     | Valentino Mazzola (capitano) |
|    | Italia (bandiera)    | A     | Romeo Menti II               |
|    | Italia (bandiera)    | A     | Franco Ossola                |

### Squadra "Ragazzi"

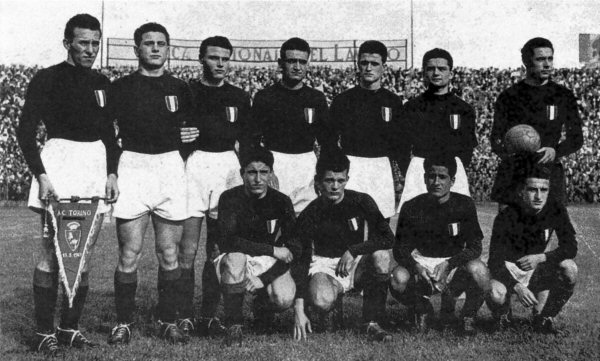
I ragazzi del Torino che disputarono le ultime quattro partite di campionato.

In seguito alla Tragedia di Superga, la squadra "Ragazzi" del Torino sostituì i titolari nelle ultime quattro partite di campionato vincendole tutte quante: non sono considerati vincitori del titolo in quanto già assegnato alla prima squadra da parte della FIGC.
| N. |                   | Ruolo | Calciatore     |
| -- | ----------------- | ----- | -------------- |
|    | Italia (bandiera) | P     | Guido Vandone  |
|    | Italia (bandiera) | D     | Pietro Bersia  |
|    | Italia (bandiera) | D     | Sergio Lusso   |
|    | Italia (bandiera) | D     | Sergio Mari    |
|    | Italia (bandiera) | D     | Umberto Motto  |
|    | Italia (bandiera) | C     | Pietro Biglino |

| N. |                   | Ruolo | Calciatore           |
| -- | ----------------- | ----- | -------------------- |
|    | Italia (bandiera) | C     | Oscar Ferrari        |
|    | Italia (bandiera) | C     | Antonio Gianmarinaro |
|    | Italia (bandiera) | C     | Lando Macchi         |
|    | Italia (bandiera) | A     | Mario Audisio        |
|    | Italia (bandiera) | A     | Andrea Francone      |
|    | Italia (bandiera) | A     | Giuseppe Marchetto   |

## Calciomercato
| Acquisti | Acquisti          | Acquisti          | Acquisti   |
| R.       | Nome              | da                | Modalità   |
| -------- | ----------------- | ----------------- | ---------- |
| P        | Renato Gandolfi   | Carrarese         | definitivo |
| D        | Piero Operto      | Casale            | definitivo |
| D        | Vito Sante Miolli | Castellana        | definitivo |
| C        | Rubens Fadini     | Gallaratese       | definitivo |
| C        | Luigi Giuliano    | Pro Vercelli      | definitivo |
| C        | Július Schubert   | Slovan Bratislava | definitivo |
| A        | Émile Bongiorni   | RC France         | definitivo |
| A        | Ruggero Grava     | Roubaix-Tourcoing | definitivo |

| Cessioni | Cessioni           | Cessioni | Cessioni   |
| R.       | Nome               | a        | Modalità   |
| -------- | ------------------ | -------- | ---------- |
| D        | Raffaele Cuscela   | Lucchese | prestito   |
| A        | Josef Fabian       | Lucchese | definitivo |
| A        | Pietro Ferraris II | Novara   | definitivo |
| A        | Oreste Guaraldo    | Prato    | definitivo |

## Risultati

### Serie A

#### Girone di andata
| Arbitro: | Boffardi (Genova) |

|                                                       |           |             |
| Ossola 23’ Menti II 56’ (rig.) Gabetto 72’ Grezar 89’ | Marcatori | 88’ Turconi |

| Arbitro: | Bernardi (Bologna) |

|                           |           |                       |
| Miglioli 6’, 74’ Mari 73’ | Marcatori | 1’ Grezar 19’ Mazzola |

| Arbitro: | Galeati (Bologna) |

|                                         |           |  |
| Gabetto 4’, 68’ Menti II 32’ Ossola 89’ | Marcatori |  |

| Arbitro: | Agnolin (Bassano del Grappa) |

|  |           |                      |
|  | Marcatori | 40’ Mazzola 66’ Loik |

| Arbitro: | Zambotto (Padova) |

|                        |           |            |
| Gabetto 49’ Grezar 70’ | Marcatori | 45’ Fabian |

| Arbitro: | Dattilo (Roma) |

|                     |           |                        |
| Ballarin 36’ (aut.) | Marcatori | 25’ Ossola 77’ Mazzola |

| Arbitro: | Zilli (Reggio Emilia) |

|                             |           |            |
| Ossola 73’, 83’ Mazzola 77’ | Marcatori | 41’ Adcock |

| Arbitro: | Orlandini (Roma) |

|            |           |  |
| Burini 62’ | Marcatori |  |

| Arbitro: | Camiolo (Milano) |

|             |           |  |
| Mazzola 24’ | Marcatori |  |

| Arbitro: | Dattilo (Roma) |

|                 |           |                          |
| Gritti 12’, 54’ | Marcatori | 14’ Mazzola 87’ Giuliano |

| Arbitro: | Bernardi (Bologna) |

|  |           |                       |
|  | Marcatori | 19’ Giuliano 77’ Loik |

| Arbitro: | Tassini (Verona) |

|             |           |              |
| Mazzola 56’ | Marcatori | 78’ Tosolini |

| Arbitro: | Pieri (Trieste) |

|  |           |              |
|  | Marcatori | 76’ Giuliano |

| Arbitro: | Orlandini (Roma) |

|                                         |           |                               |
| Mazzola 3’ Menti II 42’, 72’ Ossola 53’ | Marcatori | 52’ Armano 66’ (rig.) Nyers I |

| Firenze 19 dicembre 1948, ore 14:30 UTC+1 16ª giornata | Fiorentina        | 0 – 0 | Torino | Stadio Comunale\| Arbitro: \| Galeati (Bologna) \| |
| Arbitro:                                               | Galeati (Bologna) |       |        |                                                    |

| Arbitro: | Gemini (Roma) |

|                                                  |           |  |
| Mazza 48’ Operto 59’ (aut.) Pellicari 80’ (rig.) | Marcatori |  |

| Arbitro: | Vannini (Roma) |

|                         |           |  |
| Menti II 29’ Ossola 51’ | Marcatori |  |

| Arbitro: | Pera (Firenze) |

|                       |           |                           |
| Pavesi 72’ Milani 79’ | Marcatori | 41’ Gabetto 54’ Bongiorni |

#### Girone di ritorno
| Arbitro: | Dattilo (Roma) |

|  |           |              |
|  | Marcatori | 28’ Schubert |

| Arbitro: | Maurelli (Roma) |

|                             |           |  |
| Bongiorni 44’ Rigamonti 75’ | Marcatori |  |

| Arbitro: | Tassini (Verona) |

|                     |           |                         |
| Andreoli 50’ (rig.) | Marcatori | 54’ Mazzola 61’ Gabetto |

| Arbitro: | Bellè (Venezia) |

|                      |           |               |
| Mazzola 14’ Loik 35’ | Marcatori | 21’ Lucentini |

| Arbitro: | Cappucci (Roma) |

|             |           |  |
| Mazzola 89’ | Marcatori |  |

| Arbitro: | Orlandini (Roma) |

|                  |           |             |
| Conti 89’ (rig.) | Marcatori | 68’ Mazzola |

| Arbitro: | Galeati (Bologna) |

|                           |           |             |
| Gabetto 17’ Loik 55’, 83’ | Marcatori | 49’ Cergoli |

| Arbitro: | Gemini (Roma) |

|                                          |           |                                              |
| Checchetti 22’, 26’ Vitali 45’ Fiore 52’ | Marcatori | 36’ Ossola 39’ Castigliano 71’, 77’ Menti II |

| Arbitro: | Dattilo (Roma) |

|                                        |           |            |
| Ossola 11’, 75’ Gabetto 52’ Fadini 71’ | Marcatori | 46’ Burini |

| Arbitro: | Bellè (Venezia) |

|                        |           |               |
| Flamini 8’ Höfling 41’ | Marcatori | 17’, 39’ Loik |

| Arbitro: | Camiolo (Milano) |

|             |           |  |
| Mazzola 69’ | Marcatori |  |

| Arbitro: | Vannini (Roma) |

|                                      |           |  |
| Mazzola 32’ Loik 35’, 37’ Ossola 40’ | Marcatori |  |

| Arbitro: | Orlandini (Roma) |

|                   |           |                     |
| Blason 70’ (rig.) | Marcatori | 35’ (rig.) Menti II |

| Arbitro: | Cappucci (Roma) |

|                                       |           |               |
| Mazzola 35’ Menti II 85’ Ballarin 87’ | Marcatori | 13’ Cavazzuti |

| Arbitro: | Pera (Firenze) |

|           |           |             |
| Vörös 66’ | Marcatori | 11’ Mazzola |

| Milano 30 aprile 1949, ore 16:00 UTC+1 34ª giornata | Inter         | 0 – 0 | Torino | Stadio San Siro (37.000 spett.)\| Arbitro: \| Gemini (Roma) \| |
| Arbitro:                                            | Gemini (Roma) |       |        |                                                                |

| Arbitro: | Bellè (Venezia) |

|                                                      |           |  |
| Giammarinaro 37’ Marchetto 56’, 86’ Lusso 80’ (rig.) | Marcatori |  |

| Arbitro: | Massai (Pisa) |

|                                            |           |  |
| Marchetto 8’ Francone 38’ Giammarinaro 55’ | Marcatori |  |

| Arbitro: | Carpani (Milano) |

|               |           |                                           |
| Pieri 7’, 21’ | Marcatori | 1’ Audisio 16’ Marchetto 56’ (rig.) Lusso |

| Arbitro: | Parpaiola (Padova) |

|                            |           |  |
| Marchetto 12’ Giuliano 79’ | Marcatori |  |

## Statistiche

### Statistiche di squadra
| Competizione | Punti | In casa | In casa | In casa | In casa | In casa | In casa | In trasferta | In trasferta | In trasferta | In trasferta | In trasferta | In trasferta | Totale | Totale | Totale | Totale | Totale | Totale | DR  |
| Competizione | Punti | G       | V       | N       | P       | Gf      | Gs      | G            | V            | N            | P            | Gf           | Gs           | G      | V      | N      | P      | Gf     | Gs     | DR  |
| ------------ | ----- | ------- | ------- | ------- | ------- | ------- | ------- | ------------ | ------------ | ------------ | ------------ | ------------ | ------------ | ------ | ------ | ------ | ------ | ------ | ------ | --- |
| Serie A      | 60    | 19      | 18      | 1       | 0       | 48      | 10      | 19           | 7            | 9            | 3            | 30           | 24           | 38     | 25     | 10     | 3      | 78     | 34     | +44 |

### Statistiche dei giocatori
I giocatori aggregati dalla "Squadra ragazzi" a titolo già assegnato sono indicati in corsivo.
| Giocatore       | Serie A  | Serie A |
| Giocatore       | Presenze | Reti    |
| --------------- | -------- | ------- |
| M. Audisio      | 3        | 1       |
| V. Bacigalupo   | 32       | -31     |
| A. Balbiano     | 2        | 0       |
| A. Ballarin     | 32       | 1       |
| P. Bersia       | 1        | 0       |
| P. Biglino      | 2        | 0       |
| E. Bongiorni    | 8        | 2       |
| E. Castigliano  | 21       | 1       |
| R. Fadini       | 10       | 1       |
| O. Ferrari      | 3        | 0       |
| A. Francone     | 4        | 1       |
| G. Gabetto      | 34       | 8       |
| R. Gandolfi     | 2        | -1      |
| A. Giammarinaro | 4        | 2       |
| L. Giuliano     | 8        | 4       |
| R. Grava        | 1        | 0       |
| G. Grezar       | 21       | 3       |
| E. Loik         | 28       | 9       |
| S. Lusso        | 4        | 2       |
| L. Macchi       | 3        | 0       |
| G. Marchetto    | 4        | 5       |
| S. Mari         | 4        | 0       |
| V. Maroso       | 18       | 0       |
| D. Martelli     | 28       | 0       |
| V. Mazzola      | 30       | 16      |
| R. Menti II     | 29       | 9       |
| U. Motto        | 4        | 0       |
| P. Operto       | 11       | 0       |
| F. Ossola       | 25       | 11      |
| M. Rigamonti    | 31       | 1       |
| J. Schubert     | 5        | 1       |
| S. Tomà         | 2        | 0       |
| G. Vandone      | 4        | -2      |